# Justizamt Bischhausen
Das Justizamt Bischhausen war von 1822 bis 1866 ein Justizamt, also ein Gericht erster Instanz im Kurfürstentum Hessen mit Sitz in Bischhausen.

## Geschichte
In Bischhausen bestand im HRR das Amt Bischhausen der Landgrafschaft Hessen-Kassel. Dieses war gleichzeitig Verwaltungsbehörde und Eingangsgericht. Zwischen 1806 und 1813 war Bischhausen Teil des Königreichs Westphalen. Die Verwaltungsaufgaben übernahm hier der Kanton Bischhausen, Eingangsgericht war das Friedensgericht Bischhausen. Nach der Neubildung Kurhessens wurde das alte Amt Bischhausen wieder gebildet.
Mit Edikt vom 29. Juni 1821 wurden im Kurfürstentum Hessen Verwaltung und Justiz voneinander getrennt. Die staatliche Verwaltung wurde auf unterer Ebene auf Kreise übertragen, für die Rechtsprechung eine dreistufige, landeseinheitlich Gerichtsorganisation geschaffen, die allerdings in begrenzten Gebietsteilen des Kurfürstentums noch bis in die Mitte des 19. Jahrhunderts von standesherrlicher und Patrimonialgerichtsbarkeit durchbrochen war.
Bischhausen wurde in Bezug auf die Verwaltung Teil des Landkreises Eschwege, die Gerichtsfunktionen übernahm das Justizamt Bischhausen. Es war dem Obergericht für die Provinz Niederhessen nachgeordnet.
Nach dem Aussterben der Linie Hessen-Rotenburg im Jahr 1834 wurden die dortigen Justizämter in kurhessische Justizämter überführt. Am 1. Januar 1837 wurde der Gerichtssprengel des Justizamtes Bischhausen um drei Gemeinden verkleinert, die an die ehemalig fürstlich-Rotenburgischen Justizämter Sontra und Wanfried abgegeben wurden.
Danach umfasste der Gerichtsbezirk folgende Gemeinden: Bischhausen, Burghofen, Eltmannsee, Friemen, Gehau, Hetzerode, Hoheneiche, Kirchhosbach, Mäckelsdorf, Mitterode, Oetmannshausen, Rechtebach, Schemmern, Stadthosbach, Thurnhosbach, Waldkappel und Wichmannshausen.
Mit der Annexion Kurhessens durch Preußen 1866 wurden in der neuen Provinz Hessen-Nassau Amtsgerichte eingerichtet. Das Justizamt Bischhausen wurde entsprechend in das Amtsgericht Bischhausen umgewandelt.